# リヴィウ・モーツァルト音楽祭

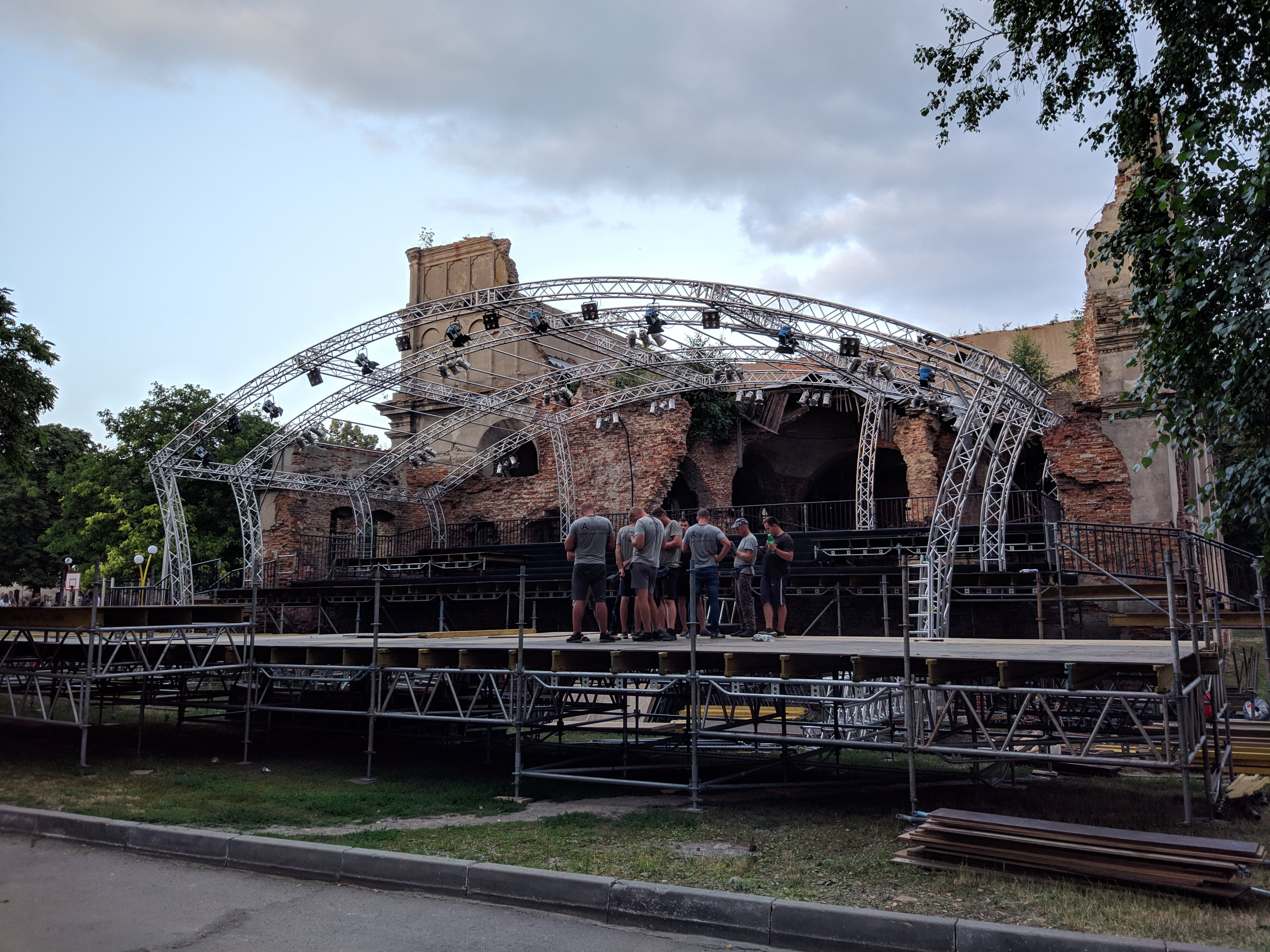
ブロディでの野外リヴィウ・モーツァルト音楽祭の風景

リヴィウ・モーツァルト音楽祭（LvivMozArt、リヴィウ・モーツァルトおんがくさい）は、ウクライナのリヴィウおよびブロディとその周辺で毎年開催されるクラシック音楽の国際音楽祭である。1808年から1838年までリヴィウに居住し、ピアニスト、作曲家、リヴィウ市立劇場の指揮者として活躍したフランツ・クサーヴァー・モーツァルト（ヴォルフガング・アマデウス・モーツァルトの末息子）にちなんで名付けられた。ウクライナの文化的名刺として国際的に認知され、ウクライナと欧州の音楽伝統の架け橋を目指している。
音楽祭は現代アカデミック音楽とクラシック音楽を融合し、ヨーロッパ、米国、南アフリカなど多国籍の音楽家が参加する。リヴィウ・オペラ・バレエ劇場やスヴィルツィ城、ブロディの野外会場など、文化的・歴史的意義のある場所で公演が行われる。2019年のパンデミック前最終回では9,500人の観客を動員した。創設者で芸術監督のオクサーナ・レーニフは、ウクライナの若手音楽家の育成と国際舞台でのウクライナ文化の普及を目的に2017年に本音楽祭を立ち上げた。

## 歴史
リヴィウ・モーツァルト音楽祭は、ウクライナの音楽文化を国際的に発信し、フランツ・クサーヴァー・モーツァルトの遺産を称えるために2017年に創設された。以下に各年の主要な出来事を記述する。

### 2017年
初回は2017年8月18日から25日まで開催。ドイツのピアニストヤラ・タルやハンドラー姉妹デュオによるフランツ・クサーヴァー・モーツァルトの作品のプレミア上演が行われた。ウクライナ若手交響楽団（YSOU）がドイツ連邦ユースオーケストラと共同で初公演を行い、リヴィウ、キエフ、ボン、ベルリンで4つのコンサートを開催。リヴィウでのデビューは音楽祭の閉幕式で実施された。

### 2018年
2018年7月13日から22日まで開催。リヴィウ出身の現代作曲家ボフダン・セヒンの作品がウクライナ初演され、スヴィルツィ城ではドミトロ・ボルトニャンスキーのオペラ『アルキデス』（長らく失われたとされていた）が完全な演出で上演された。閉幕コンサートでは、1764年製のモーツァルテウム所有のヴォルフガング・アマデウス・モーツァルトのヴァイオリンがウクライナで初めて使用された。YSOUはヤング・ユーロ・クラシック（ベルリン）やムジークフェライン（グラーツ）でも公演を行った。

### 2019年
2019年8月3日から11日まで開催。フランツ・クサーヴァー・モーツァルトの作品に焦点を当て、コンサート「モーツァルト：世代の絆」ではレオポルト・モーツァルト、ヴォルフガング・アマデウス・モーツァルト、フランツ・クサーヴァー・モーツァルトのヴァイオリン作品が演奏された。開幕公演はブロディの破壊されたシナゴーグ近くで行われた。

### 2020年
2020年9月に予定されていたが、COVID-19パンデミックにより2021年に延期された。

### 2021年
2021年8月26日から29日まで開催され、フランツ・クサーヴァー・モーツァルトの生誕230周年を記念。リヴィウのマラニュカ広場にウィーンの彫刻家セバスチャン・シュヴァイケルトによるモーツァルトの寓意的な彫刻が公開されたが、現代的なデザインが一部で「攻撃的」と批判された。ボフダン・セヒンによる「リヴィウのモーツァルトに捧げるメランコリック・カンタータ」が初演され、『モーツァルト息子：フランツ・クサーヴァーの旅日記と手紙』（スタリィ・レフ出版社）が刊行された。8月26日から29日まで、モーツァルトの時代のアーカイブ、版画、楽譜や現代アートを展示する「モーツァルトとリヴィウ：歴史と現代」展が開催された。8月28日には、キエフで初演された「ウクライナの箱舟：10世紀のウクライナ音楽」コンサートがリヴィウで再演された。

### 2022年以降
2022年ロシアのウクライナ侵攻により、2022年の音楽祭は開催されなかった。YSOUは若手音楽家の避難支援を行い、欧州各地でウクライナ作曲家の作品を演奏して文化発信を続けた。2023年と2024年の開催情報は限定的だが、公式サイトや関連報道によると小規模なイベントやオンライン企画が行われた可能性がある。

## イニシアチブ

### ウクライナ若手交響楽団（YSOU）
2016年、オクサーナ・レーニフの主導で設立されたウクライナ若手交響楽団（YSOU）は、12～22歳の若手音楽家を全国から結集するウクライナ唯一の全国規模のユースオーケストラである。ドイツのベートーヴェンフェスト・ボン、ドイツ連邦ユースオーケストラ、ドイチェ・ヴェレ、ゲーテ・インスティトゥート、ウクライナ文化省、リヴィウ・モーツァルト音楽祭の支援を受け設立された。2016年12月11～12日にウクライナ全土から166人の応募者によるオーディションを行い、30人が選出。2017年までに70人規模の交響楽団に拡大した。2017年から2021年まで、ヤング・ユーロ・クラシック（ベルリン）、バイロイト若手アーティストフェスティバル、オデッサ国立オペラなどで公演を行った。2022年のロシアによるウクライナ侵攻後、YSOUは若手音楽家の避難を支援し、欧州での公演を通じてウクライナ音楽を広めた。2022年11月、ドイツのデュースブルク市音楽賞（1万ユーロ）を受賞し、芸術と平和構築の功績が称えられた。

### ウクライナ祝祭オーケストラ（UFO）
2014年に設立された室内オーケストラ「コレギウム・ムジクム」を基盤に、ウクライナ祝祭オーケストラ（UFO）が音楽祭のために組織された。現代ウクライナ作曲家の作品や古典作品を演奏し、国際的なコラボレーションを促進する。

## 文化的意義
リヴィウ・モーツァルト音楽祭は、ウクライナの音楽文化を世界に発信し、若手音楽家の育成と国際交流を促進するプラットフォームとして機能している。オクサーナ・レーニフは、音楽祭がウクライナの「文化的外交の名刺」となり、フランツ・クサーヴァー・モーツァルトを通じてウクライナと欧州の歴史的つながりを強調している。また、マリウポリの苦難をテーマにしたゾルタン・アルマシの「マリアの街」（2022年クロンベルク公演）など、現代の社会問題を音楽で表現する試みも行われている。

## ギャラリー

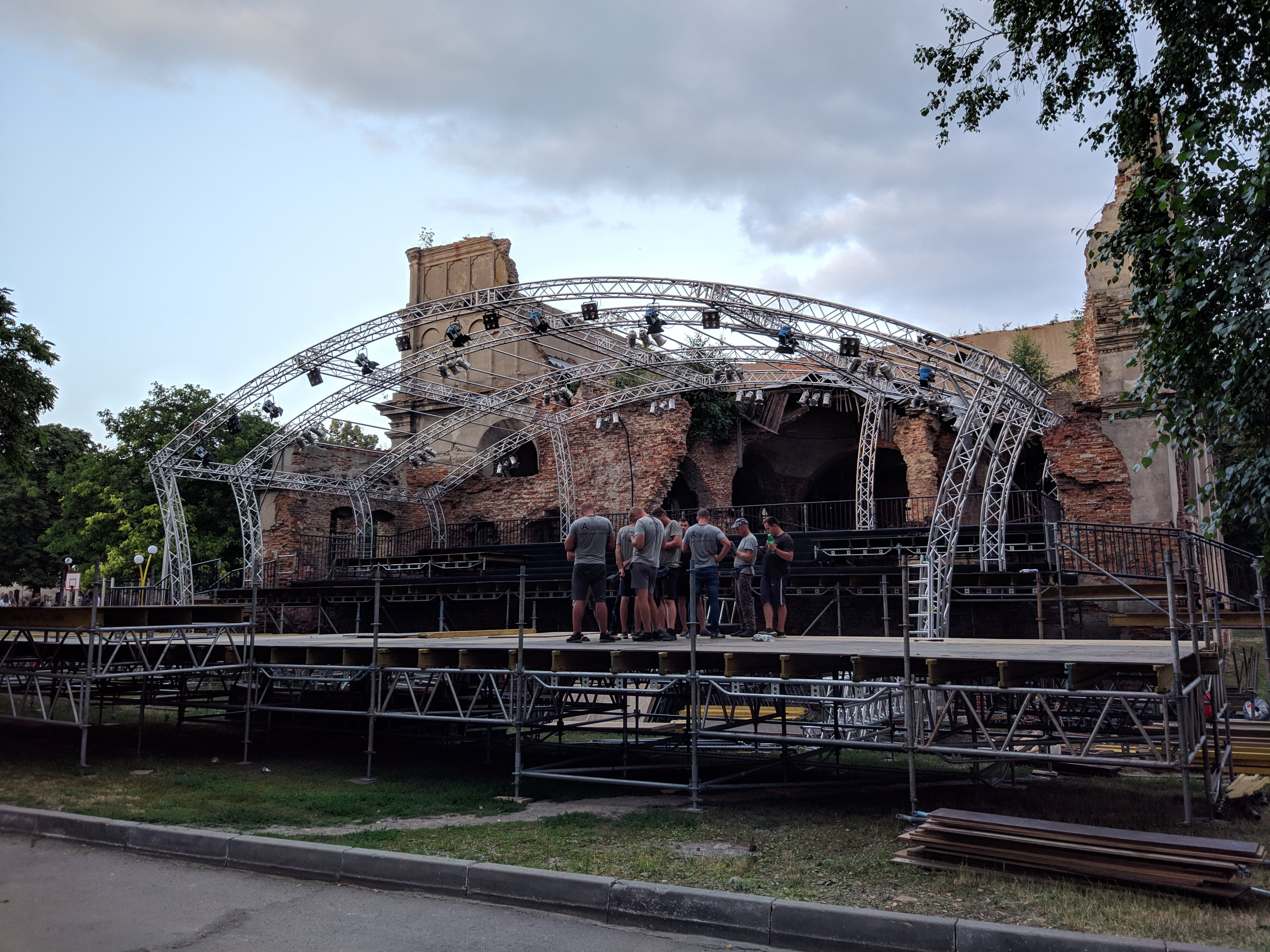
ブロディでの野外公演（2019年）